# Linyi
Linyi (chiń. upr. 临沂; pinyin Línyí) – miasto o statusie prefektury miejskiej we wschodnich Chinach, w prowincji Szantung. W 2010 roku liczba mieszkańców miasta wynosiła 2 600 200. Prefektura miejska w 2010 roku liczyła 10 039 400 mieszkańców.
Siedziba rzymskokatolickiej diecezji Yizhou.
Z Linyi pochodził jeden z najsławniejszych chińskich kaligrafów, Wang Xizhi.